# Moonshine Music
Moonshine Music – istniejąca w latach 90., położona w Los Angeles wytwórnia muzyczna muzyki elektronicznej. Moonshine wydało ponad 250 kompilacyjnych albumów, z których wiele było zmixowane przez DJ-ów. Moonshine, która pomogła zapoczątkować karierę DJ Keoki-ego i jego producenta Dave’a Audé’a, wydała kilka nowatorskich albumów Dieselboy-a z Suburban Base i AV z Anglii, stając się pierwszą wytwórnią dance, która wypuściła na rynek płyty DVD. Byli również znani za ich serie Happy 2B Hardcore.
Do pozostałych artystów Moonshine można zaliczyć: DJ Micro, AK1200, DJ Baby Anne, DJ Dara, Freaky Flow, Cirrus, Anabolic Frolic oraz Ferry Corsten.
W 2007 roku Moonshine Music, Moonshine Records & Moonshine Media Inc. zakończyły działalność.